# Hendrik Thalen
Hendrik (Toon) Thalen (Meppel, 1 februari 1918 - Meppel, 28 december 2006) was een Nederlandse verzetsstrijder tijdens de Tweede Wereldoorlog.
Toon Thalen werd in 1941 betrokken bij het verzet toen hij toetrad tot de verzetsgroep van Albert van Spijker en daar een van de drie Meppelse wijkcommandanten werd. Hij was betrokken bij velerlei verzetsactiviteiten variërend van het in kaart brengen van de Duitse troepenbewegingen, tot hulp aan onderduikers en piloten, wapenvervoer, bonkaartendistributie en overvallen.
Thalen trouwde in juli 1941 met Fransina Dingstee. Samen waren ze tot het eind bij het verzet betrokken. Doordat de Duitse bezetter hen opjoeg doken ze onder bij Dingstee's ouders, in de kelder van hun huis waar zij de laatste oorlogsdagen bleven.
Het echtpaar Thalen heeft na de oorlog over hun ervaringen verteld, onder meer tijdens de herdenking in kamp Westerbork. Thalen is op 2 januari 2007 te Meppel begraven.